# Gran Parma Rugby 2006-2007

## Super 10 2006-07

### Stagione regolare
| Incontro                     | Andata | Ritorno     |
| ---------------------------- | ------ | ----------- |
| Gran Parma — Rovigo          | 23-17  | 22-25       |
| Amatori Catania — Gran Parma | 17-20  | 3-9         |
| Gran Parma — Calvisano       | 19-33  | 18-19       |
| Petrarca — Gran Parma        | 26-19  | 14-18       |
| Gran Parma — Viadana         | 13-44  | 3-22        |
| Parma — Gran Parma           | 13-27  | 20-13       |
| Gran Parma — L’Aquila        | 40-15  | 20-0 a tav. |
| Benetton — Gran Parma        | 38-21  | 24-24       |
| Gran Parma — Capitolina      | 58-20  | 37-39       |

#### Risultati della stagione regolare
| Posizione | G  | V | N | P | PF  | PS  | DP  | B | Pt |
| --------- | -- | - | - | - | --- | --- | --- | - | -- |
| 5ª        | 18 | 8 | 1 | 9 | 404 | 389 | +15 | 9 | 43 |

## Coppa Italia 2006-07

### Prima fase
| Incontro                     | Risultato |
| ---------------------------- | --------- |
| Gran Parma — Viadana         | 14-31     |
| Gran Parma — Capitolina      | 40-13     |
| Amatori Catania — Gran Parma | 29-26     |
| Benetton — Gran Parma        | 41-20     |

#### Risultati della prima fase
| Posizione | G | V | N | P | PF  | PS  | DP  | B | Pt |
| --------- | - | - | - | - | --- | --- | --- | - | -- |
| 4ª        | 4 | 1 | 0 | 3 | 100 | 114 | -14 | 3 | 7  |

## European Challenge Cup 2006-07

### Prima fase
| Incontro                      | Andata | Ritorno |
| ----------------------------- | ------ | ------- |
| Gran Parma — Narbonne         | 16-19  | 12-54   |
| Glasgow Warriors — Gran Parma | 69-7   | 47-17   |
| Saracens — Gran Parma         | 71-16  | 36-16   |

#### Risultati della prima fase
| Posizione | G | V | N | P | PF | PS  | DP   | B | Pt |
| --------- | - | - | - | - | -- | --- | ---- | - | -- |
| 4ª        | 6 | 0 | 0 | 6 | 84 | 296 | -212 | 1 | 1  |

## Verdetti
- Gran Parma qualificato all'European Challenge Cup 2007-08.